# باتريسيا ميرفي
باتريسيا ميرفي (بالإنجليزية: Patricia Roberts)‏ هي حكمة أيرلندية، ولدت في 1981 في مقاطعة كلير في جمهورية أيرلندا.